# Metamorfik kaczawski
Metamorfik kaczawski (strefa kaczawska) – jednostka geologiczna (tektoniczna) o dość niewyraźnych granicach i charakterze, obejmująca znaczną część bloku dolnośląskiego. Jej część zachodnia (południowo-zachodnia) leży w Sudetach, natomiast część wschodnia (północno-wschodnia) na bloku przedsudeckim. Ta ostatnia jest w znacznej mierze przykryta młodszymi osadami, głównie trzeciorzędowymi i czwartorzędowymi, spod których odsłania się wyspowo. Najdalej na północ i wschód wysunięte fragmenty metamorfiku kaczawskiego znane są jedynie fragmentarycznie z głębokich wierceń, dlatego trudno określić dokładny zasięg metamorfiku kaczawskiego z tej strony.

## Granice
Metamorfik kaczawski południa graniczy z blokiem karkonosko-izerskim wzdłuż uskoku śródsudeckiego, od południowego wschodu z niecką śródsudecką oraz depresją Świebodzic. Od zachodu podściela leżące na niej utwory niecki północnosudeckiej i jej wschodnich odgałęzień – niecki leszczyńskiej, półrowu Lwówka, rowu Świerzawy oraz rowu Wlenia, a także zapadliska Wolbromka i zapadliska Wierzchosławic. Na bloku przedsudeckim od wschodu graniczy z granitem strzegomskim oraz ze skałami metamorfiku Imbramowic i, być może, z innymi utworami metamorficznymi. Od północy obcięta jest strefą uskokową środkowej Odry od skał monokliny przedsudeckiej.

## Litologia
Metamorfik kaczawski zbudowany jest ze skał metamorficznych facji zieleńcowej. Są to zieleńce, łupki zieleńcowe, łupki serycytowe, łupki kwarcowe, kwarcyty, fyllity, wapienie krystaliczne, keratofiry, porfiroidy. Są one silnie zaangażowane tektonicznie – zafałdowane, poprzecinane uskokami i żyłami kwarcowymi. Występują też brekcje sedymentacyjne i tektoniczne.

## Budowa wewnętrzna
W części sudeckiej wyróżnia się dwie części (dwa pnie) metamorfiku – północną i południową, oddzielone rowem Świerzawy. W części północnej płaszczowiny mają wergencję północną, w części południowej - południową.
Północna część składa się z następujących jednostek:
- jednostka Złotoryja-Luboradz
- jednostka Chełmca
- jednostka Rzeszówek-Jakuszowa

W części południowej występują:
- jednostka Świerzawy
- jednostka Radzimowic[5]
- jednostka Bolkowa
- jednostka Dobromierza
- jednostka Cieszowa
- jednostka Wlenia
- jednostka Pilchowic
- jednostka Lubania

W części północnej poszczególne jednostki oddzielone są uskokami. W części południowej ich granice interpretuje się jako nasunięcia, a na zachodzie (jednostka Wlenia, jednostka Pilchowic i jednostka Lubania) jako uskoki. Jednostkę Dobromierza od jednostki Pilchowic częściowo oddziela rów Wlenia, ponadto we wschodniej części jednostki Dobromierza znajduje się zapadlisko Wierzchosławic.

## Datowanie
Wiek części serii skalnych został określony na podstawie skamieniałości przewodnich, głównie archeocjatów, konodontów i graptolitów, innych natomiast jest problematyczny. Udowodniono tam występowanie skał z interwału kambr - wczesny karbon, po którym ruchy górotwórcze hercyńskie zakończyły depozycję osadów, sfałdowały i zmetamorfizowały dotychczasowe utwory kończąc tworzenie się metamorfiku kaczawskiego. Przez długi czas problematyczne było datowanie najstarszych skał metamorfiku, za które od XIX wieku uważano tzw. wapienie wojcieszowskie i łupki radzimowickie, zaliczane początkowo głównie do kambru. W latach 80. i 90. XX w. łupki radzimowickie, a przynajmniej ich część, zaliczono do ordowiku na podstawie badań konodontów, natomiast wiek wapieni wojcieszowskich uważano za niepewny ze względu na brak dobrych skamieniałości przewodnich, jednak dane z lat 2000–2003, bazujące m.in. na otwornicach i kręgowcach, wskazywały na ordowik. Dopiero znalezisko bardzo licznych i dobrze zachowanych archeocjatów w wapieniach wojcieszowskich pozwoliło udowodnić ich wczesnokambryjski wiek. 

## Występowanie
Skały metamorfiku kaczawskiego budują główne masywy Gór Kaczawskich, niewielki fragment Rudaw Janowickich (element Przybkowic), znaczną część Pogórza Kaczawskiego i północną Pogórza Izerskiego w Sudetach oraz północno-zachodni fragment Przedgórza Sudeckiego i, częściowo, Niziny Śląskiej oraz Niziny Śląsko-Łużyckiej. Na bloku przedsudeckim rozciągają się do okolic Wilkowa (Kątów Wrocławskich). Wychodnie skalne na obszarze bloku przedsudeckiego występują w okolicach Luboradza, Mierczyc i Jenkowa na wschód od Jawora. Dalej na wschód rozpoznano je punktowo za pomocą wierceń. Ze względu na stopień przykrycia terenu najdokładniej zbadane zostały fragmenty występujące w Górach Kaczawskich oraz w północno-wschodniej części Pogórza Kaczawskiego.

## Nazewnictwo
Metamorfik kaczawski określano też jako strefę kaczawską, strukturę kaczawską, metamorfik Gór Kaczawskich.
Niedawno na określenie metamorfiku kaczawskiego zaproponowano nazwę Kaczawskie łupkowo-zieleńcowe pasmo fałdowe.